# SG Großaspach Sonnenhof
Sportgemeinschaft Sonnenhof Großaspach e.V. é uma agremiação esportiva alemã, fundada a 25 de agosto de 1994, e sediada em Aspach, em Baden-Württemberg.

## História
O clube nasceu, em 1994 da fusão entre o SpVgg Großaspach e il FC Sonnenhof Kleinaspach. Conta com 1.300 membros e além do departamento de futebol, possui desde 2010 divisões entre o boliche, ginástica e tênis de mesa. Alcançou a Oberliga Baden-Württemberg, em 2005. Na temporada 2008-2009 o time ficou conhecido ao vencer a Oberliga e chegar à Regionalliga Süd, o quarto nível do futebol alemão. 
Manda seus jogos no Comtech arena, o qual possui capacidade para 10 000 espectadores. Já as partidas válidas pelos Jogos Olímpicos da Juventude e as da segunda equipe são disputadas no relvado adjacente artificial.

## Títulos
- Liga
  - Oberliga Baden-Württemberg (V) campeão: 2009;
  - Verbandsliga Württemberg (V) campeão: 2005;
  - Landesliga Württemberg (VI) campeão: 2002;

- Copas
  - Württemberg Cup: vencedor em 2009;

## Temporadas recentes
| Temporada | Divisão                         | Posição |
| 2001-02   | Landesliga Württemberg (VI)     | ↑       |
| 2002-03   | Verbandsliga Württemberg (V)    | 8ª      |
| 2003-04   | Verbandsliga Württemberg        | 8ª      |
| 2004-05   | Verbandsliga Württemberg        | 1ª ↑    |
| 2005-06   | Oberliga Baden-Württemberg (IV) | 14ª     |
| 2006-07   | Oberliga Baden-Württemberg      | 13ª     |
| 2007-08   | Oberliga Baden-Württemberg      | 10ª     |
| 2008-09   | Oberliga Baden-Württemberg (V)  | 1ª ↑    |
| 2009-10   | Regionalliga Süd (IV)           | 12ª     |
| 2010-11   | Regionalliga Süd (IV)           | 14ª     |
| 2011-12   | Regionalliga Süd (IV)           | 2ª      |